# Gran Premio Ciudad de Eibar
Der Gran Premio Ciudad de Eibar ist ein Straßenradrennen im Frauenradsport in Spanien.
Das Eintagesrennen wurde erstmals im Jahr 2018 ausgetragen. Das Rennen war 2018 und 2019 Teil der nationalen Kalenders, die Austragung 2020 fiel aufgrund der Covid-19-Pandemie aus. Ab 2021 stand das Rennen im Kalender der UCI und gehörte zur Kategorie 1.1, seit der Saison 2024 ist es in die Kategorie 1.Pro eingestuft. Die Strecke führt auf profiliertem Kurs mit mehreren längeren Anstiegen durch die Küstenregion des spanischen Baskenlands, mit Start und Ziel in Eibar.

## Palmarès
| Jahr | Sieger               | Zweiter              | Dritter              |          |
| ---- | -------------------- | -------------------- | -------------------- | -------- |
| 2018 | Sara Martín          | Cristina Martínez    | Ainara Elbusto       |          |
| 2019 | Lorena Llamas        | Paula Patiño         | Lourdes Oyarbide     |          |
| 2020 | abgesagt             | abgesagt             | abgesagt             | abgesagt |
| 2021 | Anna van der Breggen | Annemiek van Vleuten | Elisa Longo Borghini |          |
| 2022 | Olivia Baril         | Ane Santesteban      | Mavi García          |          |
| 2023 | Olivia Baril         | Sheyla Gutiérrez     | Julija Birjukowa     |          |
| 2024 | Yurani Blanco        | Usoa Ostolaza        | Henrietta Christie   |          |
| 2025 |                      |                      |                      |          |